# 天鷹座11
天鷹座11，又名BD+13 3841，HD 176303、SAO 104308、HR 7172，是天鷹座的一颗恒星，视星等为5.23，位于銀經45.94，銀緯4.5，其B1900.0坐标为赤經18h 54m 29.4s，赤緯+13° 4.5′ 21″。